# ベルナルディーノ・モリナーリ
ベルナルディーノ・モリナーリ（イタリア語: Bernardino Molinari, 1880年4月11日 - 1952年12月25日）は、イタリアの指揮者。

## 経歴
ローマに生まれ、地元のサンタ・チェチーリア国立アカデミアでレミジオ・レンツィとスタニスラオ・ファルキに師事する。1912年からアウグステオ管弦楽団の音楽監督に就任し、1944年まで務める傍らで、母校で教鞭を執った。在任中にはオットリーノ・レスピーギの『ローマの松』の初演を指揮している。1952年、ローマに没した。
弟子にはアントニオ・ペドロッティやフランコ・ギオーネ、マリオ・ロッシらがいる。